# Пауэр Дайнамоз
«Пауэр Дайнамоз» (англ. Power Dynamos Football Club) — замбийский футбольный клуб из Китве. Выступает в Премьер-лиге Замбии. Домашние матчи проводит на стадионе «Артур Дэвис», вмещающем 10 000 зрителей.

## История
«Пауэр Дайнамоз» входит в число лидеров замбийского футбола и является признанным «кубковым» бойцом. Клуб выиграл семь национальных Кубков, два Кубка Вызова, разыгрываемого между восемью топ-клубами Премьер-лиги, а также Кубок Кубков КАФ в 1991 году, являясь единственным представителем Замбии, когда-либо выигрывавшим международный трофей. Помимо «кубковых» побед, «Пауэр Дайнамоз» пять раз становился Чемпионом Замбии и неоднократно — серебряным и бронзовым призером первенства.

## Достижения

### Местные
- Чемпион Замбии — 6 ( 1984, 1991, 1994, 1997, 2000, 2011)

- Обладатель Кубка Замбии — 7 (1979, 1980, 1982, 1990, 1997, 2001, 2003)

- Кубок Вызова — 2 (1990, 2001)

### Международные
- Кубок обладателей Кубков КАФ (1)
  - Победитель: 1991
    - Финалист: 1982